# Stenocercus azureus
Espèce
Synonymes
- Tropidocephalus azureus Müller, 1880

Stenocercus azureus est une espèce de sauriens de la famille des Tropiduridae.

## Répartition
Cette espèce se rencontre :
- en Uruguay ;
- au Brésil dans le Rio Grande do Sul ;
- en Argentine dans la province de Misiones.

## Publication originale
- Müller, 1880 : Erster Nachtrag zum Katalog der herpetologischen Sammlung des Basler Museums. Verhandlungen der Naturforschenden Gesellschaft in Basel, vol. 7, p. 120-165 (texte intégral)